# Rã-arborícola-de-dahl
A Rã-arborícola-de-dahl (Litoria dahlii) é uma espécie de anfíbio da família Hylidae.
É uma espécie endémica da Austrália.